# Zhang Yitang
Zhang Yitang (1955) è un matematico cinese naturalizzato statunitense.

## Biografia
Insegna presso l'Università del New Hampshire, a Durham.
È attivo nel campo della teoria dei numeri, dove è conosciuto per aver dimostrato l'esistenza di infinite coppie di numeri primi distanti tra loro meno di 70 milioni, risultato che gli ha valso, nel 2014, il conferimento del Premio Cole in teoria dei numeri.
Prima di questa scoperta era pressoché sconosciuto negli ambienti scientifici; prima di ottenere un posto come lecturer all'università, si era mantenuto svolgendo diversi lavori: ha fatto il ragioniere, il fattorino per un ristorante di New York, ha lavorato in un motel nel Kentucky e in un negozio di panini.